# Eric Loughran
Eric Loughran (Lowell, 12 de abril de 1995) es un deportista estadounidense que compite en esquí acrobático. Ganó una medalla de bronce en el Campeonato Mundial de Esquí Acrobático de 2021, en la prueba de salto aéreo por equipos.

## Medallero internacional
| Campeonato Mundial | Campeonato Mundial  | Campeonato Mundial | Campeonato Mundial      |
| Año                | Lugar               | Medalla            | Competición             |
| ------------------ | ------------------- | ------------------ | ----------------------- |
| 2021               | Almaty (Kazajistán) | Medalla de bronce  | Salto aéreo por equipos |